# Eleccions regionals de la Vall d'Aosta de 2003
Les eleccions regionals de la Vall d'Aosta de 2003 per a renovar el Conseil de la Vallée / Consiglio Regionale de la Vall d'Aosta se celebraren el 8 de juny de 2003.
| ←Eleccions de 1998 Resultats electorals del 2003 →Eleccions de 2008 |        |              |        |
| Partits                                                             | vots   | percentatges | escons |
| Union Valdôtaine (UV)                                               | 35.297 | 47,23%       | 18     |
| Stella Alpina (SA)                                                  | 14.817 | 19,83%       | 7      |
| Gauche Valdôtaine-Demòcrates d'Esquerra                             | 7.248  | 9,70%        | 4      |
| Casa de les Llibertats (CDL)                                        | 7.041  | 9,42%        | 3      |
| Arcobaleno - Vallée d'Aoste                                         | 5.897  | 7,89%        | 3      |
| Alé Vallée                                                          | 3.539  | 4,74%        | -      |
| Destra Valdostana                                                   | 346    | 0,46%        | -      |
| Unione Walser - Union pour les Walser - Union fur Walser            | 277    | 0,37%        | -      |
| Insieme - Ensamble - Zusammen                                       | 265    | 0,35%        | -      |
| Total                                                               | 74.727 | 100,00       | 35     |